# Glicerofosfolipidă

Principalele glicerofosfolipide membranare: fosfatidilcolină (PtdCho); fosfatidiletanolamină (PtdEtn); fosfatidilinozitol (PtdIns); fosfatidilserină (PtdSer).

Glicerofosfolipidele sau fosfogliceridele sunt fosfolipide care au la bază o moleculă de glicerol. Acestea sunt principala componentă a membranelor biologice. Se cunosc două clase majore: cele bacteriene și eucariote (o clasă) și cele specifice pentru arhee.

## Structură
Termenul glicerofosfolipidă semnifică orice derivat al acidului glicerofosforic care conține cel puțin un reziduu O-acetil sau O-alchil sau O-alchen-1'-il atașat la structura de bază a glicerolului. Grupa fosfat formează o legătură esterică cu glicerolul. Hidrocarburile cu lanț lung sunt atașate de obicei prin legături ester la bacterii/eucariote și prin legături eterice la arhee.
Cele două lanțuri de hidrocarburi atașate glicerolului sunt hidrofobe, în timp ce capul polar, care constă în principal din grupa fosfat atașat celui de-al treilea carbon al structurii glicerolului, este hidrofil. Această dublă caracteristică duce la natura amfifatică a glicerofosfolipidelor.

## Tipuri
- Plasmalogeni
- Fosfatidați: fosfatidilcolină, fosfatidiletanolamină, fosfatidilinozitol, fosfatidilserină
- Altele, inclusiv glicolipide